# Gran Premi de Txèquia de motociclisme
El Gran Premi de Txèquia de motociclisme, conegut fins al 2020 com a Gran Premi de la República Txeca de motociclisme, és un esdeveniment esportiu que es disputa anualment al Circuit de Brno, dins del calendari del Campionat del món de motociclisme. Abans de 1993, l'esdeveniment es coneixia com a Gran Premi de Txecoslovàquia de motociclisme, prova que formà part del calendari del Mundial d'ençà de 1965.
De 1983 a 1986, el Gran Premi no puntuà per al Campionat del Món, ans per al d'Europa, disputat a cursa única. Ja des de 1987, les curses se celebren al Circuit Masaryk de nova construcció, en substitució de l'històric circuit urbà de Brno, que transcorria pels carrers de les zones occidentals de Brno i pobles veïns, com ara Bosonohy i Žebětín.
A causa de la pandèmia de COVID-19, el Gran Premi es va eliminar del calendari de la temporada del 2021 i des d'aleshores no es va tornat a programar fins a la temporada del 2025, en què es reprendrà al seu emplaçament habitual.

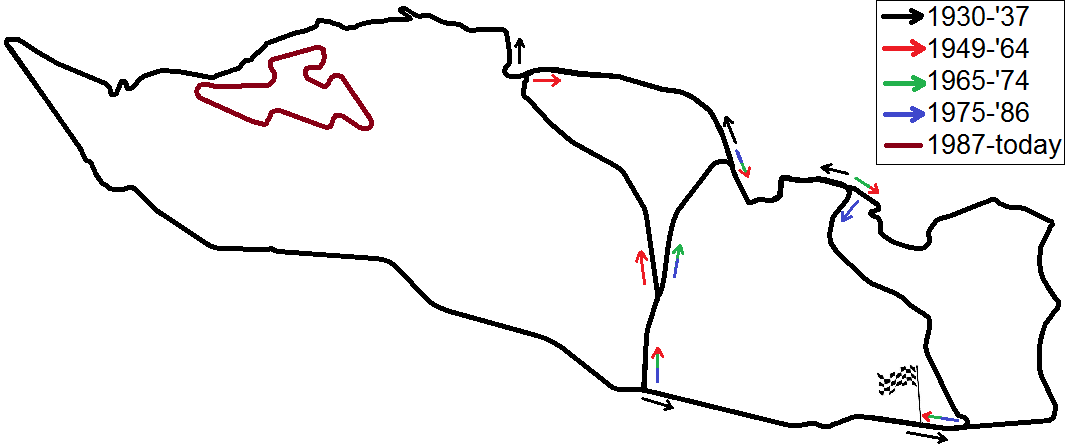
Tots els antics traçats del circuit de Masaryk (Brno) emprats del 1930 a l'actualitat

A 25 de juliol de 2025

## Noms oficials i patrocinadors
- 1965–1966, 1970–1971: Velká Cena ČSSR (sense patrocinador oficial)[2]
- 1968–1969: Velká Cena Ceskoslovenska (sense patrocinador oficial)[3]
- 1972–1982: Grand Prix ČSSR (sense patrocinador oficial)[4]
- 1987–1989: Grand Prix ČSSR-Brno (sense patrocinador oficial)[5]
- 1990–1991: Grand Prix ČSFR-Brno (sense patrocinador oficial)[6]
- 1993–1999: Grand Prix České republiky (sense patrocinador oficial)[7]
- 2000–2006: Gauloises Grand Prix České republiky[8]
- 2007–2011: Cardion AB Grand Prix České republiky[9]
- 2012–2015: bwin Grand Prix České republiky[10]
- 2016: HJC Helmets Grand Prix České republiky[11]
- 2017–2020: Monster Energy Grand Prix České republiky[12]
- 2025: Tissot Grand Prix of Czechia

## Guanyadors múltiples

### Pilots
| # Victòries | Pilot             | Victòries | Victòries              |
| # Victòries | Pilot             | Categoria | Anys                   |
| ----------- | ----------------- | --------- | ---------------------- |
| 7           | Giacomo Agostini  | 500cc     | 1968, 1969, 1972, 1973 |
| 7           | Giacomo Agostini  | 350cc     | 1968, 1969, 1970       |
| 7           | Max Biaggi        | MotoGP    | 2002                   |
| 7           | Max Biaggi        | 500cc     | 1998, 2000             |
| 7           | Max Biaggi        | 250cc     | 1994, 1995, 1996, 1997 |
| 7           | Valentino Rossi   | MotoGP    | 2003, 2005, 2008, 2009 |
| 7           | Valentino Rossi   | 500cc     | 2001                   |
| 7           | Valentino Rossi   | 250cc     | 1999                   |
| 7           | Valentino Rossi   | 125cc     | 1996                   |
| 6           | Mike Hailwood     | 500cc     | 1965, 1966, 1967       |
| 6           | Mike Hailwood     | 350cc     | 1966, 1967             |
| 6           | Mike Hailwood     | 250cc     | 1966                   |
| 6           | Phil Read         | 500cc     | 1974, 1975             |
| 6           | Phil Read         | 250cc     | 1965, 1967, 1968       |
| 6           | Phil Read         | 125cc     | 1968                   |
| 5           | Anton Mang        | 350cc     | 1980, 1981             |
| 5           | Anton Mang        | 250cc     | 1980, 1981, 1987       |
| 5           | Jorge Lorenzo     | MotoGP    | 2010, 2015             |
| 5           | Jorge Lorenzo     | 250cc     | 2006, 2007             |
| 5           | Jorge Lorenzo     | 125cc     | 2004                   |
| 5           | Marc Márquez      | MotoGP    | 2013, 2017, 2019, 2025 |
| 5           | Marc Márquez      | Moto2     | 2012                   |
| 4           | Kork Ballington   | 350cc     | 1978, 1979             |
| 4           | Kork Ballington   | 250cc     | 1978, 1979             |
| 4           | Dani Pedrosa      | MotoGP    | 2012, 2014             |
| 4           | Dani Pedrosa      | 250cc     | 2005                   |
| 4           | Dani Pedrosa      | 125cc     | 2003                   |
| 3           | Jarno Saarinen    | 350cc     | 1971, 1972             |
| 3           | Jarno Saarinen    | 250cc     | 1972                   |
| 3           | Walter Villa      | 350cc     | 1976                   |
| 3           | Walter Villa      | 250cc     | 1974, 1976             |
| 3           | Wayne Rainey      | 500cc     | 1990, 1991, 1993       |
| 3           | Kazuto Sakata     | 125cc     | 1993, 1994, 1995       |
| 3           | Marco Melandri    | 250cc     | 2002                   |
| 3           | Marco Melandri    | 125cc     | 1998, 1999             |
| 2           | Otello Buscherini | 350cc     | 1975                   |
| 2           | Otello Buscherini | 125cc     | 1973                   |
| 2           | Johnny Cecotto    | 500cc     | 1977                   |
| 2           | Johnny Cecotto    | 350cc     | 1977                   |
| 2           | Guy Bertin        | 125cc     | 1979, 1980             |
| 2           | Wayne Gardner     | 500cc     | 1987, 1988             |
| 2           | Jorge Martínez    | 125cc     | 1988                   |
| 2           | Jorge Martínez    | 80cc      | 1988                   |
| 2           | Àlex Crivillé     | 500cc     | 1996                   |
| 2           | Àlex Crivillé     | 125cc     | 1989                   |
| 2           | Mick Doohan       | 500cc     | 1994, 1997             |
| 2           | Tetsuya Harada    | 250cc     | 1998, 2001             |
| 2           | Toni Elías        | Moto2     | 2010                   |
| 2           | Toni Elías        | 125cc     | 2001                   |
| 2           | Nico Terol        | 125cc     | 2009, 2010             |
| 2           | Casey Stoner      | MotoGP    | 2007, 2011             |
| 2           | Jonas Folger      | Moto2     | 2016                   |
| 2           | Jonas Folger      | Moto3     | 2012                   |
| 2           | Thomas Lüthi      | Moto2     | 2017                   |
| 2           | Thomas Lüthi      | 125cc     | 2005                   |

### Constructors
| # Victòries | Constructor     | Victòries | Victòries                                                                    |
| # Victòries | Constructor     | Categoria | Anys                                                                         |
| ----------- | --------------- | --------- | ---------------------------------------------------------------------------- |
| 43          | Honda           | MotoGP    | 2003, 2004, 2011, 2012, 2013, 2014, 2016, 2017, 2019                         |
| 43          | Honda           | 500cc     | 1966, 1967, 1987, 1988, 1994, 1996, 1997, 1998, 1999, 2001                   |
| 43          | Honda           | Moto3     | 2014, 2015, 2017, 2018, 2020                                                 |
| 43          | Honda           | 350cc     | 1965, 1966, 1967                                                             |
| 43          | Honda           | 250cc     | 1966, 1987, 1989, 1990, 1991, 1997, 2005                                     |
| 43          | Honda           | 125cc     | 1966, 1990, 1993, 1997, 1998, 1999, 2001, 2003, 2005                         |
| 31          | Yamaha          | MotoGP    | 2002, 2005, 2008, 2009, 2010, 2015                                           |
| 31          | Yamaha          | 500cc     | 1977, 1990, 1991, 1993, 1995, 2000                                           |
| 31          | Yamaha          | 350cc     | 1971, 1972, 1973                                                             |
| 31          | Yamaha          | 250cc     | 1965, 1967, 1968, 1970, 1971, 1972, 1973, 1975, 1977, 1982, 1988, 2000       |
| 31          | Yamaha          | 125cc     | 1967, 1968, 1974, 1975                                                       |
| 25          | Aprilia         | 250cc     | 1993, 1994, 1995, 1996, 1998, 1999, 2001, 2002, 2003, 2004, 2006, 2007, 2008 |
| 25          | Aprilia         | 125cc     | 1991, 1994, 1995, 1996, 2000, 2002, 2006, 2007, 2008, 2009, 2010, 2011       |
| 10          | MV Agusta       | 500cc     | 1965, 1968, 1969, 1972, 1973, 1974, 1975                                     |
| 10          | MV Agusta       | 350cc     | 1968, 1969, 1970                                                             |
| 9           | Kawasaki        | 350cc     | 1978, 1979, 1980, 1981                                                       |
| 9           | Kawasaki        | 250cc     | 1978, 1979, 1980, 1981                                                       |
| 9           | Kawasaki        | 125cc     | 1969                                                                         |
| 9           | Kalex           | Moto2     | 2013, 2014, 2015, 2016, 2017, 2019, 2020, 2025                               |
| 9           | Kalex           | Moto3     | 2012                                                                         |
| 5           | Harley-Davidson | 350cc     | 1976                                                                         |
| 5           | Harley-Davidson | 250cc     | 1974, 1975, 1976, 1977                                                       |
| 5           | KTM             | MotoGP    | 2020                                                                         |
| 5           | KTM             | Moto2     | 2018                                                                         |
| 5           | KTM             | Moto3     | 2013, 2019, 2025                                                             |
| 4           | Derbi           | 125cc     | 1971, 1988, 2004                                                             |
| 4           | Derbi           | 80cc      | 1988                                                                         |
| 4           | Ducati          | MotoGP    | 2006, 2007, 2018, 2025                                                       |
| 3           | Suzuki          | 500cc     | 1976, 1989                                                                   |
| 3           | Suzuki          | 125cc     | 1965                                                                         |
| 2           | Jamathi         | 50cc      | 1969, 1970                                                                   |
| 2           | Motobécane      | 125cc     | 1979, 1980                                                                   |
| 2           | Bultaco         | 50cc      | 1978, 1981                                                                   |
| 2           | Garelli         | 125cc     | 1982, 1987                                                                   |
| 2           | Krauser         | 80cc      | 1987, 1989                                                                   |
| 2           | Suter           | Moto2     | 2011, 2012                                                                   |

## Guanyadors per any

### Gran Premi de la República Txeca (1993-Actualitat)
| 2025                   | Brno | José Antonio Rueda    | Joe Roberts      | Marc Márquez     | Detalls |
| 2021-2024: No disputat |      |                       |                  |                  |         |
| 2020                   | Brno | Dennis Foggia         | Enea Bastianini  | Brad Binder      | Detalls |
| 2019                   | Brno | Arón Canet            | Àlex Márquez     | Marc Márquez     | Detalls |
| 2018                   | Brno | Fabio Di Giannantonio | Miguel Oliveira  | Andrea Dovizioso | Detalls |
| 2017                   | Brno | Joan Mir              | Thomas Lüthi     | Marc Márquez     | Detalls |
| 2016                   | Brno | John McPhee           | Jonas Folger     | Cal Crutchlow    | Detalls |
| 2015                   | Brno | Niccolò Antonelli     | Johann Zarco     | Jorge Lorenzo    | Detalls |
| 2014                   | Brno | Alexis Masbou         | Tito Rabat       | Dani Pedrosa     | Detalls |
| 2013                   | Brno | Àlex Rins             | Mika Kallio      | Marc Márquez     | Detalls |
| 2012                   | Brno | Jonas Folger          | Marc Márquez     | Dani Pedrosa     | Detalls |
|                        |      | 125 cc                | Moto2            | MotoGP           |         |
| 2011                   | Brno | Sandro Cortese        | Andrea Iannone   | Casey Stoner     | Detalls |
| 2010                   | Brno | Nico Terol            | Toni Elías       | Jorge Lorenzo    | Detalls |
|                        |      | 125 cc                | 250 cc           | MotoGP           |         |
| 2009                   | Brno | Nico Terol            | Marco Simoncelli | Valentino Rossi  | Detalls |
| 2008                   | Brno | Stefan Bradl          | Àlex Debón       | Valentino Rossi  | Detalls |
| 2007                   | Brno | Héctor Faubel         | Jorge Lorenzo    | Casey Stoner     | Detalls |
| 2006                   | Brno | Alvaro Bautista       | Jorge Lorenzo    | Loris Capirossi  | Detalls |
| 2005                   | Brno | Thomas Lüthi          | Daniel Pedrosa   | Valentino Rossi  | Detalls |
| 2004                   | Brno | Jorge Lorenzo         | Sebastián Porto  | Sete Gibernau    | Detalls |
| 2003                   | Brno | Daniel Pedrosa        | Randy de Puniet  | Valentino Rossi  | Detalls |
| 2002                   | Brno | Lucio Cecchinello     | Marco Melandri   | Max Biaggi       | Detalls |
|                        |      | 125 cc                | 250 cc           | 500 cc           |         |
| 2001                   | Brno | Toni Elías            | Tetsuya Harada   | Valentino Rossi  | Detalls |
| 2000                   | Brno | Roberto Locatelli     | Shinya Nakano    | Max Biaggi       | Detalls |
| 1999                   | Brno | Marco Melandri        | Valentino Rossi  | Tadayuki Okada   | Detalls |
| 1998                   | Brno | Marco Melandri        | Tetsuya Harada   | Max Biaggi       | Detalls |
| 1997                   | Brno | Noboru Ueda           | Max Biaggi       | Mick Doohan      | Detalls |
| 1996                   | Brno | Valentino Rossi       | Max Biaggi       | Àlex Crivillé    | Detalls |
| 1995                   | Brno | Kazuto Sakata         | Max Biaggi       | Luca Cadalora    | Detalls |
| 1994                   | Brno | Kazuto Sakata         | Max Biaggi       | Michael Doohan   | Detalls |
| 1993                   | Brno | Kazuto Sakata         | Loris Reggiani   | Wayne Rainey     | Detalls |

### Gran Premi de Txecoslovàquia (1947-1991)
| Any  | Circuit | 80 cc             | 125 cc              | 250 cc           | 500 cc          | Detalls |
| ---- | ------- | ----------------- | ------------------- | ---------------- | --------------- | ------- |
| 1991 | Brno    |                   | Alessandro Gramigni | Helmut Bradl     | Wayne Rainey    | Detalls |
| 1990 | Brno    |                   | Hans Spaan          | Carles Cardús    | Wayne Rainey    | Detalls |
| 1989 | Brno    | Herri Torrontegui | Àlex Crivillé       | Reinhold Roth    | Kevin Schwantz  | Detalls |
| 1988 | Brno    | Jorge Martínez    | Jorge Martínez      | Joan Garriga     | Wayne Gardner   | Detalls |
| 1987 | Brno    | Stefan Dörflinger | Fausto Gresini      | Anton Mang       | Wayne Gardner   | Detalls |
| 1986 | Brno    | Bruno Casanova    | -                   | Hans Lindner     | -               | Detalls |
| 1985 | Brno    | -                 | Paul Bordes         | Massimo Matteoni | -               | Detalls |
| 1984 | Brno    | -                 | -                   | -                | Massimo Messere | Detalls |
| 1983 | Brno    | -                 | -                   | -                | Gustav Reiner   | Detalls |

| Any  | Circuit | 50 cc           | 125 cc            | 250 cc          | 350 cc             | 500 cc           | Detalls |
| ---- | ------- | --------------- | ----------------- | --------------- | ------------------ | ---------------- | ------- |
| 1982 | Brno    |                 | Eugenio Lazzarini | Carlos Lavado   | Didier de Radiguès |                  | Detalls |
| 1981 | Brno    | Theo Timmer     |                   | Anton Mang      | Anton Mang         |                  | Detalls |
| 1980 | Brno    |                 | Guy Bertin        | Anton Mang      | Anton Mang         |                  | Detalls |
| 1979 | Brno    |                 | Guy Bertin        | Kork Ballington | Kork Ballington    |                  | Detalls |
| 1978 | Brno    | Ricardo Tormo   |                   | Kork Ballington | Kork Ballington    |                  | Detalls |
| 1977 | Brno    |                 |                   | Franco Uncini   | Johnny Cecotto     | Johnny Cecotto   | Detalls |
| 1976 | Brno    |                 |                   | Walter Villa    | Walter Villa       | John Newbold     | Detalls |
| 1975 | Brno    |                 | Leif Gustafsson   | Michel Rougerie | Otello Buscherini  | Phil Read        | Detalls |
| 1974 | Brno    | Henk van Kessel | Kent Andersson    | Walter Villa    |                    | Phil Read        | Detalls |
| 1973 | Brno    |                 | Otello Buscherini | Dieter Braun    | Teuvo Länsivuori   | Giacomo Agostini | Detalls |
| 1972 | Brno    |                 | Börje Jansson     | Jarno Saarinen  | Jarno Saarinen     | Giacomo Agostini | Detalls |
| 1971 | Brno    | Barry Sheene    | Angel Nieto       | János Drapál    | Jarno Saarinen     |                  | Detalls |
| 1970 | Brno    | Aalt Toersen    | Gilberto Parlotti | Kel Carruthers  | Giacomo Agostini   |                  | Detalls |
| 1969 | Brno    | Paul Lodewijkx  | Dave Simmonds     | Renzo Pasolini  | Giacomo Agostini   | Giacomo Agostini | Detalls |

| Any  | Circuit | 125 cc              | 250 cc            | 350 cc            | 500 cc            | Detalls |
| ---- | ------- | ------------------- | ----------------- | ----------------- | ----------------- | ------- |
| 1968 | Brno    | Phil Read           | Phil Read         | Giacomo Agostini  | Giacomo Agostini  | Detalls |
| 1967 | Brno    | Bill Ivy            | Phil Read         | Mike Hailwood     | Mike Hailwood     | Detalls |
| 1966 | Brno    | Luigi Taveri        | Mike Hailwood     | Mike Hailwood     | Mike Hailwood     | Detalls |
| 1965 | Brno    | Frank Perris        | Phil Read         | Jim Redman        | Mike Hailwood     | Detalls |
| 1964 | Brno    | Luigi Taveri        | Heinz Rosner      | Stanislav Malina  |                   | Detalls |
| 1963 | Brno    | Luigi Taveri        | Stanislav Malina  | Gustav Havel      | Gustav Havel      | Detalls |
| 1962 | Brno    |                     | Stanislav Malina  | Jim Redman        | František Štastný | Detalls |
| 1961 | Brno    | Jim Redman          | Jim Redman        | František Štastný | Rudolf Thalhammer | Detalls |
| 1960 | Brno    | Ernst Degner        | František Štastný | František Štastný | Gary Hocking      | Detalls |
| 1959 | Brno    | Ernst Degner        | František Srna    | František Štastný | Eric Hinton       | Detalls |
| 1958 | Brno    | Ernst Degner        | František Bartoš  | František Štastný | Dickie Dale       | Detalls |
| 1957 | Brno    | Ernst Degner        | Helmut Hallmeier  | Helmut Hallmeier  | Gerold Klinger    | Detalls |
| 1956 | Brno    | František Bartoš    | Horst Kassner     | František Štastný | Gerold Klinger    | Detalls |
| 1955 | Brno    | Václav Parus        | Horst Kassner     | Hans Baltisberger | Keith Campbell    | Detalls |
| 1954 | Brno    | František Bartoš    | František Štastný | Leonhard Faßl     | Gustav Havel      | Detalls |
| 1952 | Brno    | Bernhard Petruschke | František Bartoš  | František Bartoš  | Antonín Vitvar    | Detalls |
| 1951 | Brno    |                     |                   |                   | Antonín Vitvar    | Detalls |
| 1950 | Brno    |                     | Josef Vejvoda     | Antonín Vitvar    | Antonín Vitvar    | Detalls |
| 1947 | Praga   |                     | Fergus Anderson   | Fergus Anderson   | Ted Frost         | Detalls |